# Neoempheria separata
Neoempheria separata är en tvåvingeart som beskrevs av Coher 1959. Neoempheria separata ingår i släktet Neoempheria och familjen svampmyggor.
Artens utbredningsområde är Costa Rica. Inga underarter finns listade i Catalogue of Life.